# Kassongia flavovittata
Kassongia flavovittata är en insektsart som beskrevs av Bolívar, I. 1908. Kassongia flavovittata ingår i släktet Kassongia och familjen gräshoppor.

## Underarter
Arten delas in i följande underarter:
- K. f. flavovittata
- K. f. microptera